# Mir Wajs Chan
Mir Wajs Chan (ur. 1673, zm. 1715) – pasztuński naczelnik plemienia z Kandaharu (obecnie miasto w Afganistanie), założyciel dynastii Hotaki, która rządziła Persją od 1722 do 1736. Pasztuni, podobnie jak i wielu innych obywateli dzisiejszego Afganistanu, uważają go za bohatera narodowego.

## Życiorys
Mir Wajs Chan był głową pasztuńskiego plemienia Ghilzajów i członkiem rady starszych miasta Kandahar. W 1709 zorganizował rebelię przeciwko gruzińskiemu gubernatorowi Gurgin Chanowi, pod którego zwierzchnictwem znajdowało miasto, należąc w tym okresie do perskich Safawidów. Dziesiątki lat Safawidzi starali się narzucić sunnickim Pasztunom szyizm.
Po zabiciu Gurgin Chana Pasztunowie przejęli kontrolę nad miastem. Następnie Mir Wajs Chan pokonał znaczną armię perską, stając się przywódcą plemion. Władał aż do swej śmierci w 1715. Jego miejsce zajął syn Mahmud Chan, który wykorzystując polityczną słabość szachów perskich, podbił całe imperium.